# Terra di re Edoardo VII
La terra di re Edoardo VII (in inglese King Edward VII Land), conosciuta anche come penisola di re Edoardo VII (Edward VII Peninsula) è una vasta penisola antartica che si estende dall'estremità nord-occidentale della Terra di Marie Byrd nel mare di Ross (mari antartici).

## Localizzazione
Il centro della penisola si trova approssimativamente a una latitudine di 77° 40' sud e a una longitudine di 155°00' ovest. Il territorio è delimitato dalla barriera di Ross, a sud-ovest, dalla baia di Okuma, a occidente, dalla baia di Sulzberger e dalla costa di Saunders, a est. La costa orientale della terra di re Edoardo VII è chiamata costa di Shirase e ospita la barriera Swinburne. Buona parte del territorio è rivendicato dalla Nuova Zelanda, in quanto parte della Dipendenza di Ross.

## Storia
Il territorio venne scoperto il 30 gennaio 1902 durante la spedizione Discovery (1901-04) guidata da Robert Falcon Scott che la intitolò a re Edoardo VII, allora monarca del Regno Unito. L'area venne esplorata successivamente durante la spedizione Nimrod (1908-09) di Ernest Henry Shackleton. Il carattere di penisola fu accertato però soltanto grazie alla seconda spedizione antartica comandata dall'ammiraglio Richard Evelyn Byrd (1933-35) e dalla spedizione del Programma Antartico degli Stati Uniti d'America del (1939-41).